# Leon Zubrzycki (1918–1944)

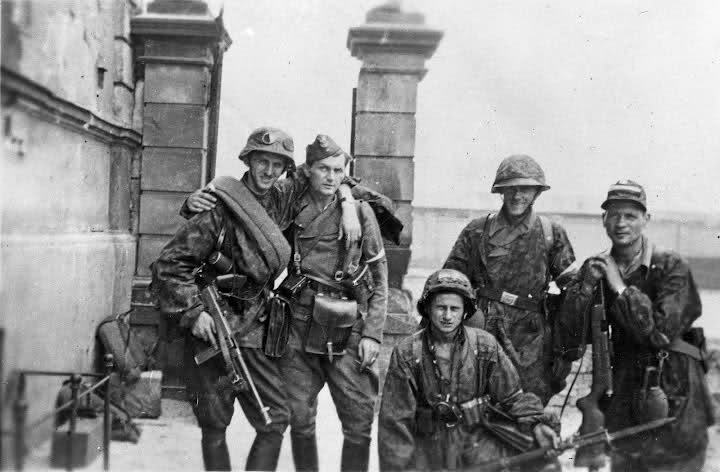
Żołnierze Kolegium A Kedywu OW AK na Stawkach, na Woli; sierpień 1944 r. Leon Zubrzycki drugi od lewej

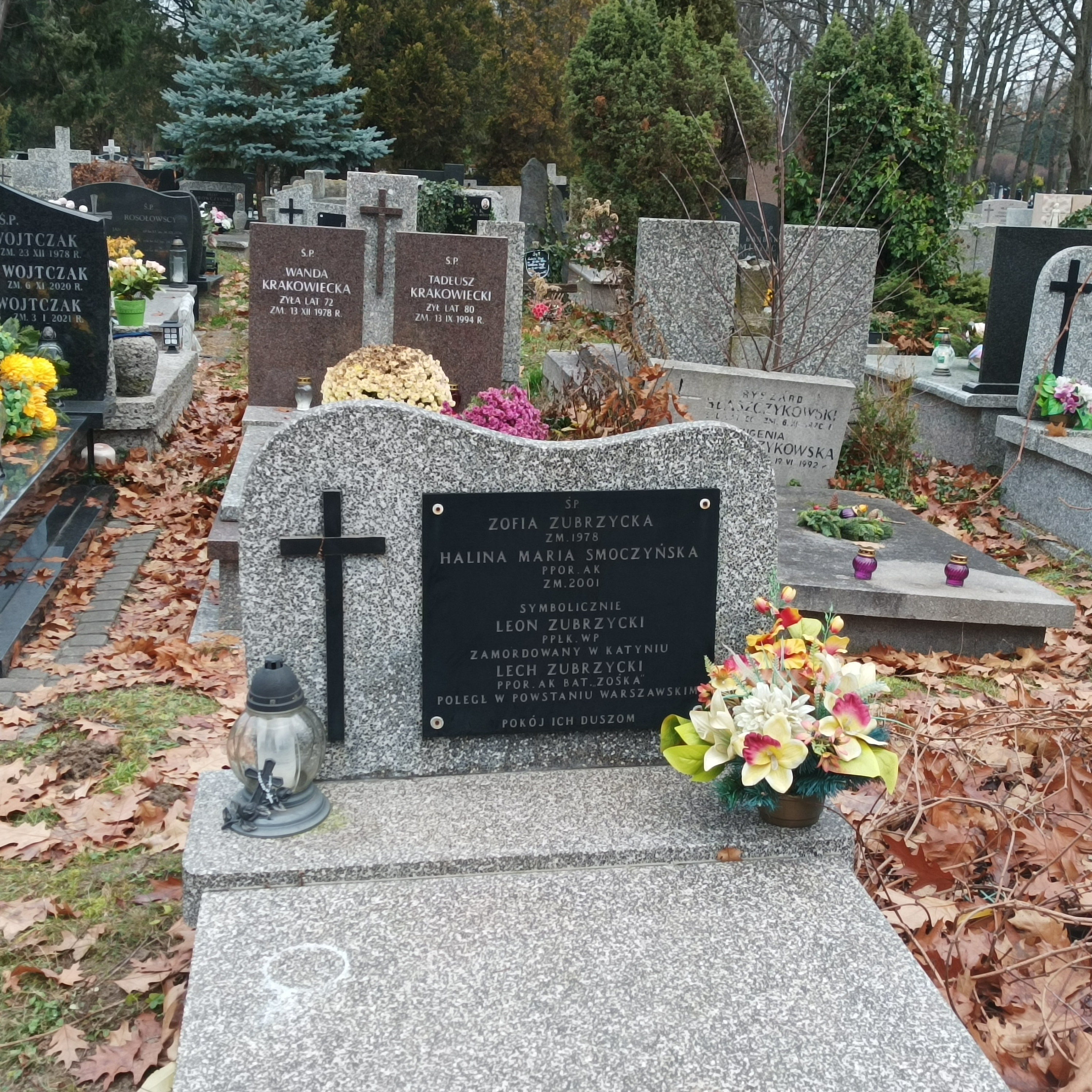
Grób symboliczny Leona Zubrzyckiego na Cmentarzu Komunalnym Północnym w Warszawie

Leon Zbigniew Zubrzycki, ps. Lech (ur. 18 lutego 1918, zm. 31 sierpnia 1944 w Warszawie) – podporucznik rezerwy piechoty Wojska Polskiego, uczestnik powstania warszawskiego.

## Życiorys
Urodził się we Lwowie jako syn Leona Ludomira (1888–1940), podpułkownika dyplomowanego artylerii Wojska Polskiego, i Zofii z Kolbuszewskich (zm. 1978).
Przed wybuchem II wojny światowej był studentem pierwszego roku Politechniki Lwowskiej. W 1937 r. został mianowany na stopień kaprala podchorążego rezerwy, broń pancerna. 
W czasie kampanii wrześniowej 1939 służył w I Dywizjonie Pociągów Pancernych jako kierowca czołgu. 
W konspiracji działał od 1942 roku. 26 sierpnia 1943 r. brał udział w akcji na ul. Czackiego, której celem było zniszczenie wtórników kart rozpoznawczych. Uczestnik powstania warszawskiego jako dowódca patrolu. Żołnierz żoliborskiego plutonu por. Bolesława Góreckiego (ps. Śnica), Kolegium A, kompania „Rudy”, batalion „Zośka” Armii Krajowej. 
Ciężko ranny podczas skoku przez ul. Bielańską w trakcie akcji przebicia oddziałów staromiejskich do Śródmieścia, pozostawiony został na zapleczu przy garażach pomiędzy ruinami ul. Bielańskiej i Senatorskiej.
Jego symboliczny grób znajduje się na Cmentarzu Komunalnym Północnym w Warszawie
.

## Upamiętnienie
22 czerwca 2017 Rada Miejska w Koszalinie uchwaliła zmianę nazwy dotychczasowej ulicy Franciszka Zubrzyckiego na Leona Zbigniewa Zubrzyckiego.